# Cyrtomomyia tuberculata
Cyrtomomyia tuberculata är en tvåvingeart som först beskrevs av Adams 1905.  Cyrtomomyia tuberculata ingår i släktet Cyrtomomyia och familjen fritflugor. Inga underarter finns listade i Catalogue of Life.